# Liste der Flüsse in Gabun

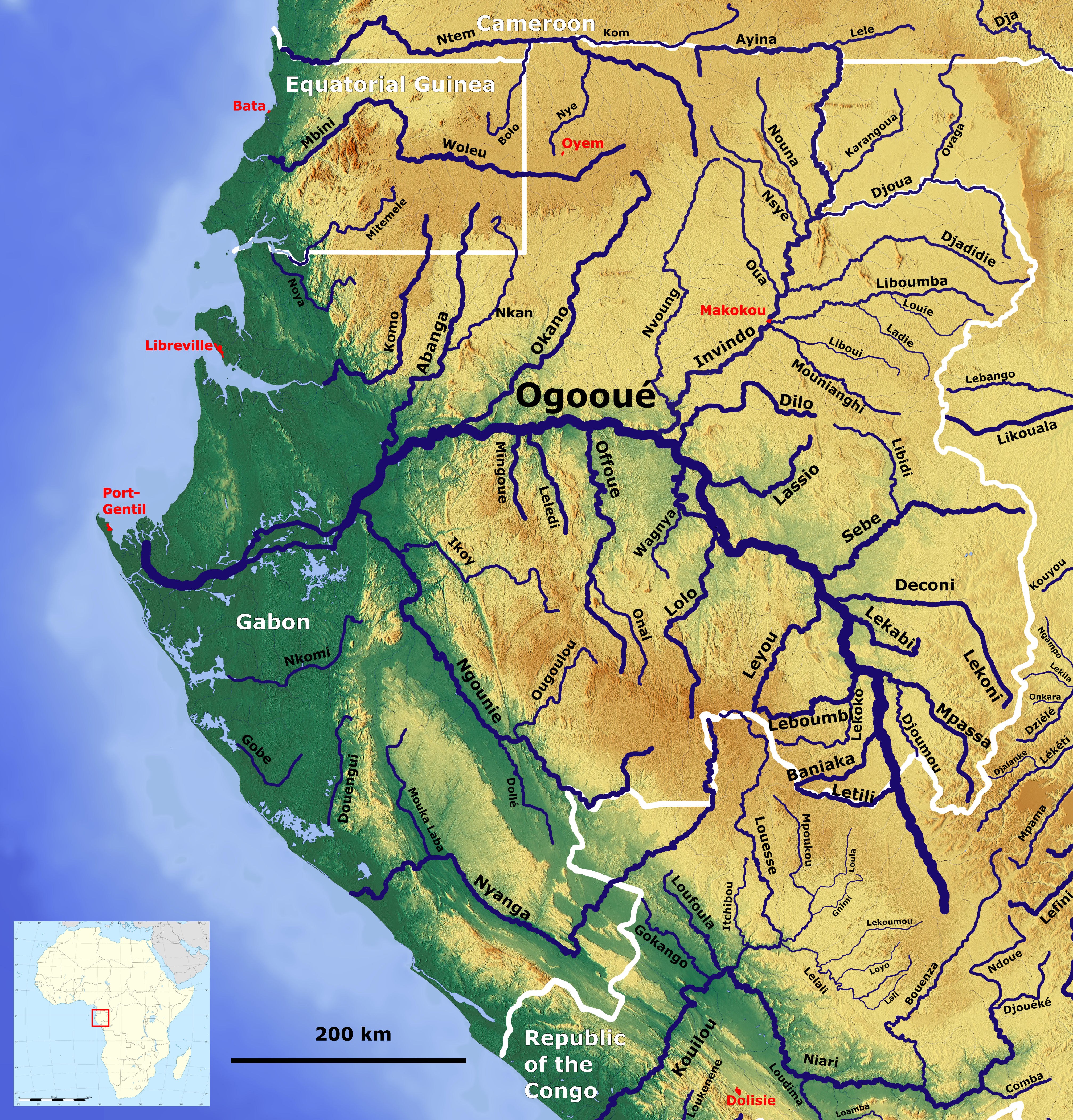
Die Flüsse Gabuns

Das ist eine Liste der Flüsse in Gabun. Der größte Teil des Küstenstaats entwässert über den Ogooué in den Golf von Guinea. Dabei beschreibt die Einzugsgebietsgrenze zum Kongo ein großes Stück der Ostgrenze des Landes. Sein größter Nebenfluss ist der Ivindo, dessen Einzugsgebiet sich bis nach Kamerun und in die Republik Kongo erstreckt. Teile des Nordens und nördliche Westen fließt über den Ntem, den Muni und zahlreiche Küstenflüsse ab. Der südliche Westen entwässert ebenfalls über Küstenflüsse und den Nyanga.
Im Folgenden sind die Flüsse Gabuns (Auswahl) nach Gewässersystem und Mündungsreihenfolge sortiert.

## Ogooué

### Ivindo(Ayina, Aïna)

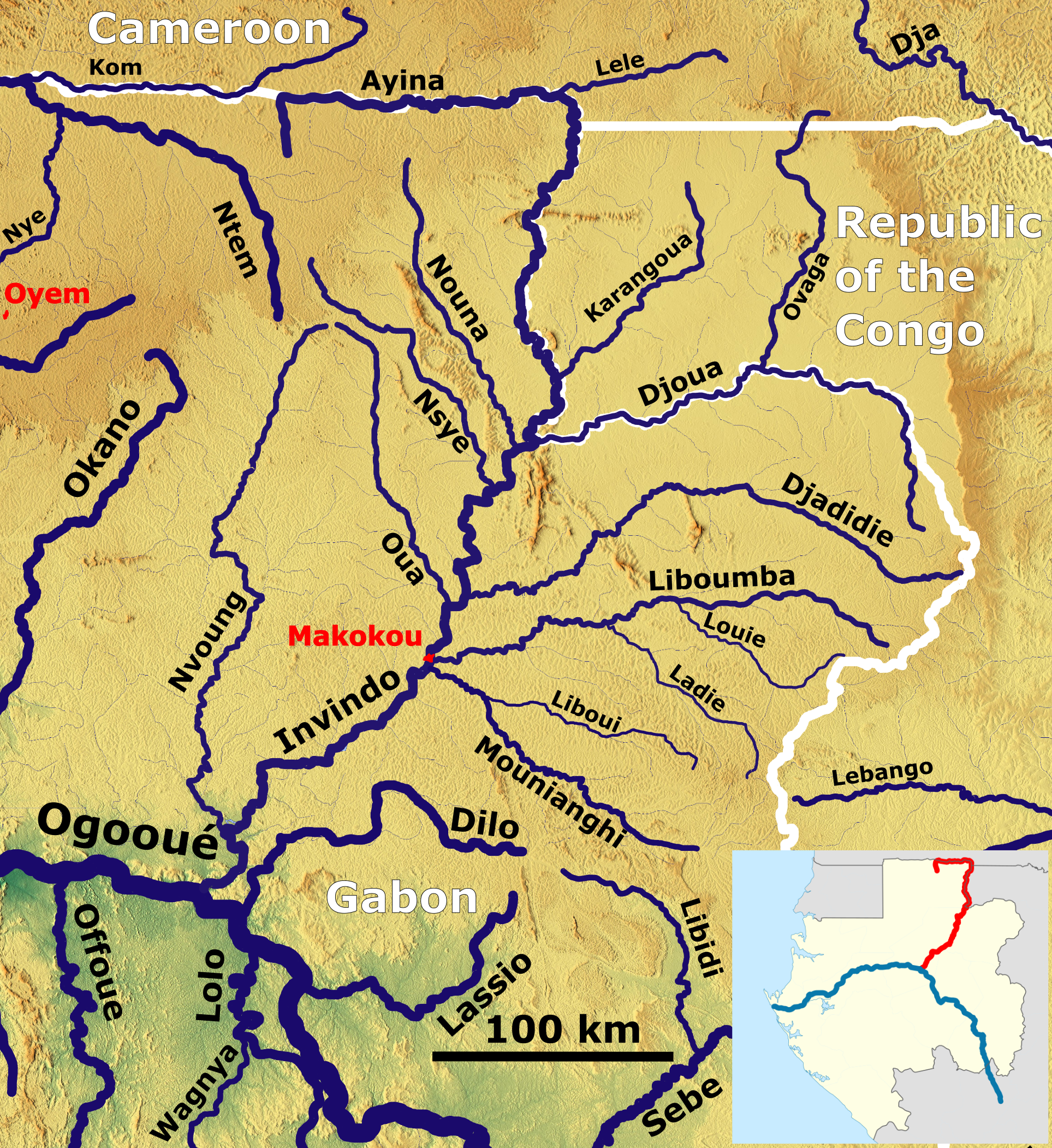
Verlauf des Ivindo (rot) mit seinen Nebenflüssen

- Djoua (Djouab)
- Nouna
- Nsye
- Djadidié (Djadie)
- Oua
- Liboumba (Libumba)
  - Louie
  - Ladie
- Mounianghi
  - Liboui
- Mvoung Nvoung, Mvung

### Weitere Ogooué-Zuflüsse
- Létili
- Baniaka
- Mpassa
  - Djoumou
- Leboumbi
  - Lekoko
- Lekabi
- Lékoni (Léconi, Deconi)
- Leyou
- Sebe
  - Libidi
- Lassio
- Lolo
  - Wagny
- Dilo
- Offoué
  - Onol
- Leledi
- Mingoué
- Ngolo
- Okano
  - Lalara
    - Ncama
- Abanga
  - Nkan
- Ngounié
  - Ogoulou (Ougoulou)
  - Dollé
  - Ikoy

## Weitere

### Ntem(Campo River)
- Nye
- Kom
- Bolo

### Muni(Benito, Woleu)

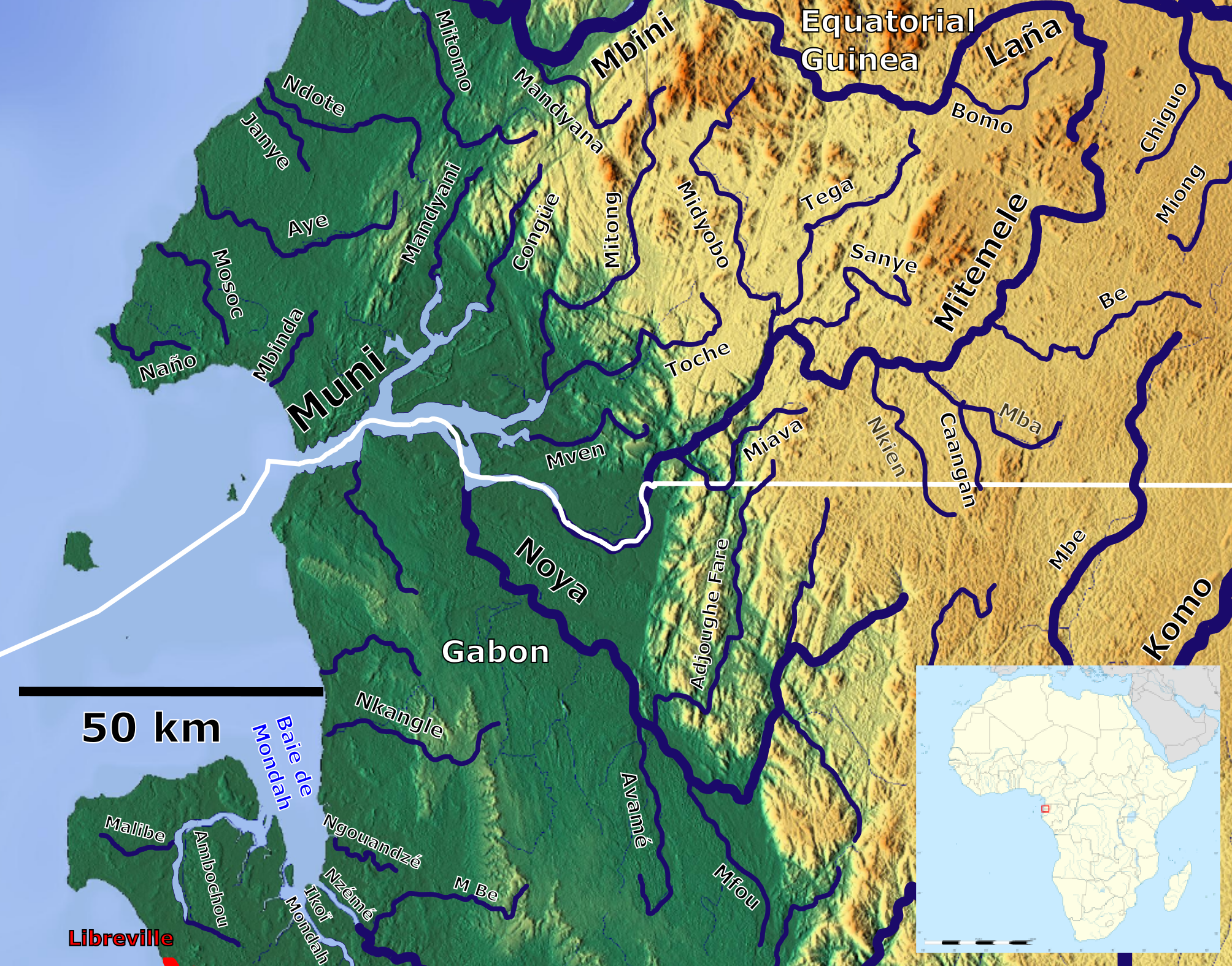
Das Muni Ästuar

- - Temboni (Utamboni, Mitemele)
  - Noya
    - Mfou
    - Adjoughe Fare
    - Avamé

### Bucht von Mondah

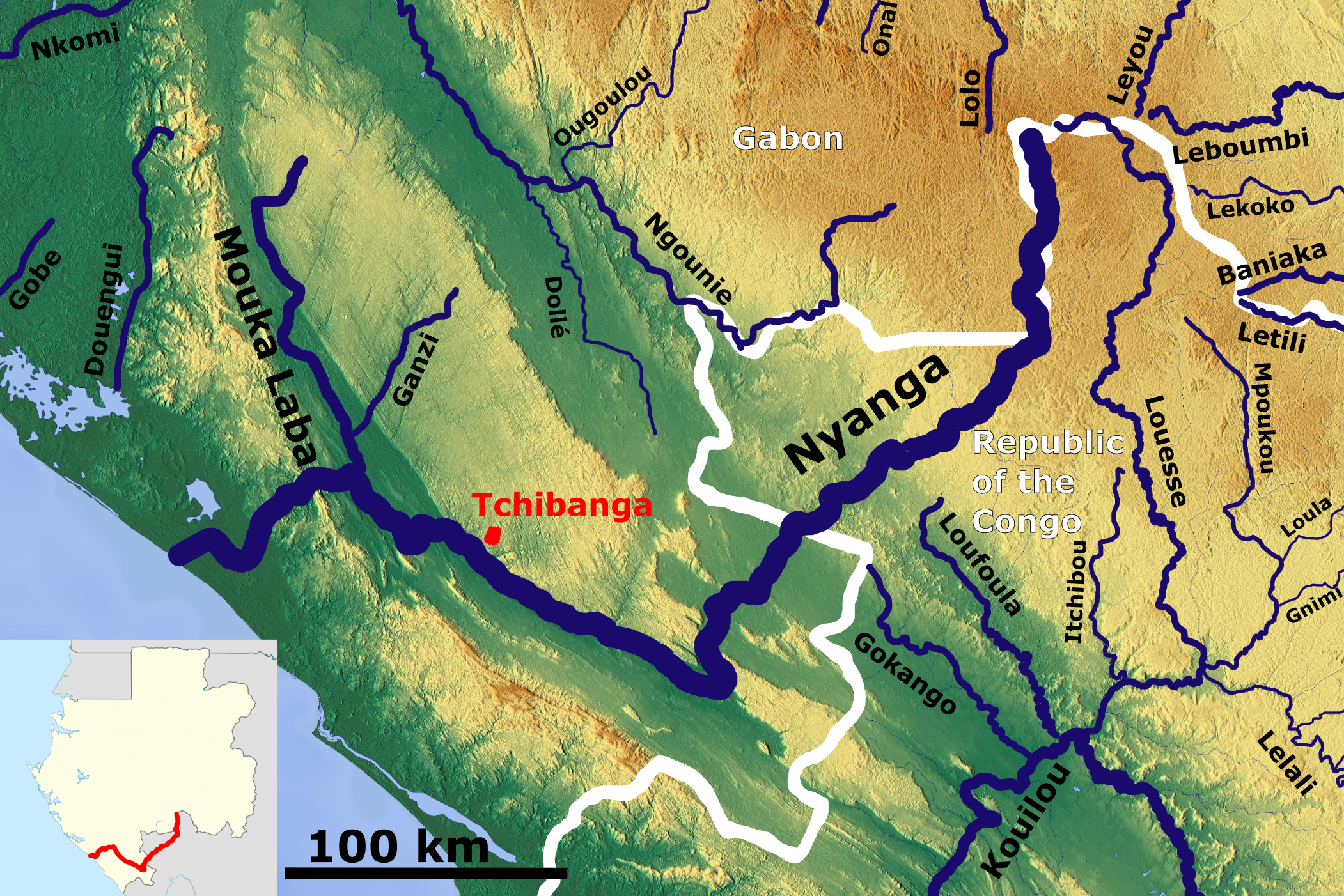
Der Verlauf des Nyanga

- Nkangle
- Ambochou
  - Malibe
- Ngouandzé
- Nzémé
  - M Be
- Ikoï Mondah

### Komo
- Mbeya (Mbai)

### Nyanga
- Mouka Laba
  - Ganzi

### Weitere
- Mbini (Woleu)
- Nkomi
- Gobe
- Douengui
- Kouilou (Republik Kongo)
  - Louessé